# William Mendieta
William Mendieta (Asunción, 9 gennaio 1989) è un calciatore paraguaiano, centrocampista del Libertad.

## Caratteristiche tecniche
Mendieta viene impiegato come trequartista, giocando spesso dietro le punte. Abile nel dribbling, nel tiro e nel calciare le punizioni.

## Carriera

### Club
Nato ad Asunción, Mendieta ha iniziato a giocare nelle giovanili del Libertad e successivamente in prima squadra. L’anno dopo viene ceduto in prestito al Rubio Ñu e al Sol de América.
Nel 2013, Mendieta ha completato il suo trasferimento a titolo definitivo con il Palmeiras per circa 2 milioni di euro. Dopo aver giocato tre anni per la società brasiliana si trasferisce in prestito all’Olimpia. In seguito ad ottime prestazioni, viene acquistato a titolo definitivo dalla stessa compagine.

### Nazionale
Mendieta ha fatto il suo debutto in nazionale, con il Paraguay nel 2012.

## Palmarès

### Club

#### Competizioni nazionali
- Coppa del Brasile: 1

Palmeiras: 2015
- Campeonato Brasileiro Série B: 1

Palmeiras: 2013
- Campionato paraguaiano: 8

Olimpia: Clausura 2015, Apertura 2018, Apertura 2019
Libertad: Apertura 2021, Apertura 2022, Apertura 2023, Clausura 2023, Apertura 2024
- Copa Paraguay: 2

Libertad: 2023, 2024